# Бернар Отон де Ниор

Герб семьи де Ниор

Бернар Отон де Ниор (оксит. Bernat Oton de Niòrt, фр. Bernard-Othon de Niort, 1201 — около 1245) — рыцарь, сеньор Ньора, Монреаля и Лорака, один из лидеров сопротивления файдитов в Окситании в течение Альбигойского крестового похода. Последователь катаризма, принял катарский духовный сан.

## Биография
Родился в 1201 году в семье Гийома де Ниора и Эсклармонды де Монреаль-Лаурак, сестры Аймери де Монреаль-Лаурак, погибшей вместе со своей сестрой Геродой во время осады крестоносцами Лавора. Он был внуком Сикарда и Бланш де Лаурак. В возрасте 5—6 лет был доверен на воспитание бабушке Бланш де Лаурак, которая обустроила вместе со своей дочерью Мабилией катарский монастырь. Исповедовал катаризм в течение всей своей жизни. Помогал скрываться катарским духовным лицам от преследований католической церкви, в частности организовал побег Гилаберта де Кастро.
В 1226—1229 годах помогал оборонять замок Кабаре вместе с его сеньором Пьером Роже де Кабаре. Был женат на его дочери Нове де Кабаре (общий сын — Бертран), но в результате тяжелого ранения в голову в битве при Верфеуи в 1230 он принял Consolamentum, катарское посвящение в «Совершенные», обеспечивающее соединение с Богом после смерти. Выжив после ранения, он расстался с супругой, согласно обетам, данным им при получении Consolamentum. Принятие этих обетов было равносильно уходу в монашество. Позже этот факт будет использован на суде инквизиции против Бернар-Оттона как доказательство его «аморальности», однако источники инквизиции не вполне можно считать объективными. Бернар Оттон пользовался огромным уважением среди жителей Окситании. Он был осуждён на смертную казнь через сожжение на костре как еретик в 1236 году в Каркассоне, но вскоре приговор был изменён на пожизненное заключение усилиям его друзей (местные бароны убедили инквизицию смягчить приговор, чтобы предотвратить восстание в регионе).
Бернар умер приблизительно в 1245 году.
В 1259—1260 годах происходит повторное рассмотрение дел братьев Ниор. Суд частично реабилитирует их, как и других файдитов времен похода Симона де Монфора IV. В суде интересы Бернара Оттона де Ниор представляла его сестра Эсклармонда де Жиноль. Она добилась посмертной реабилитации Бернара Отона.